# Columna de Marco Aurelio

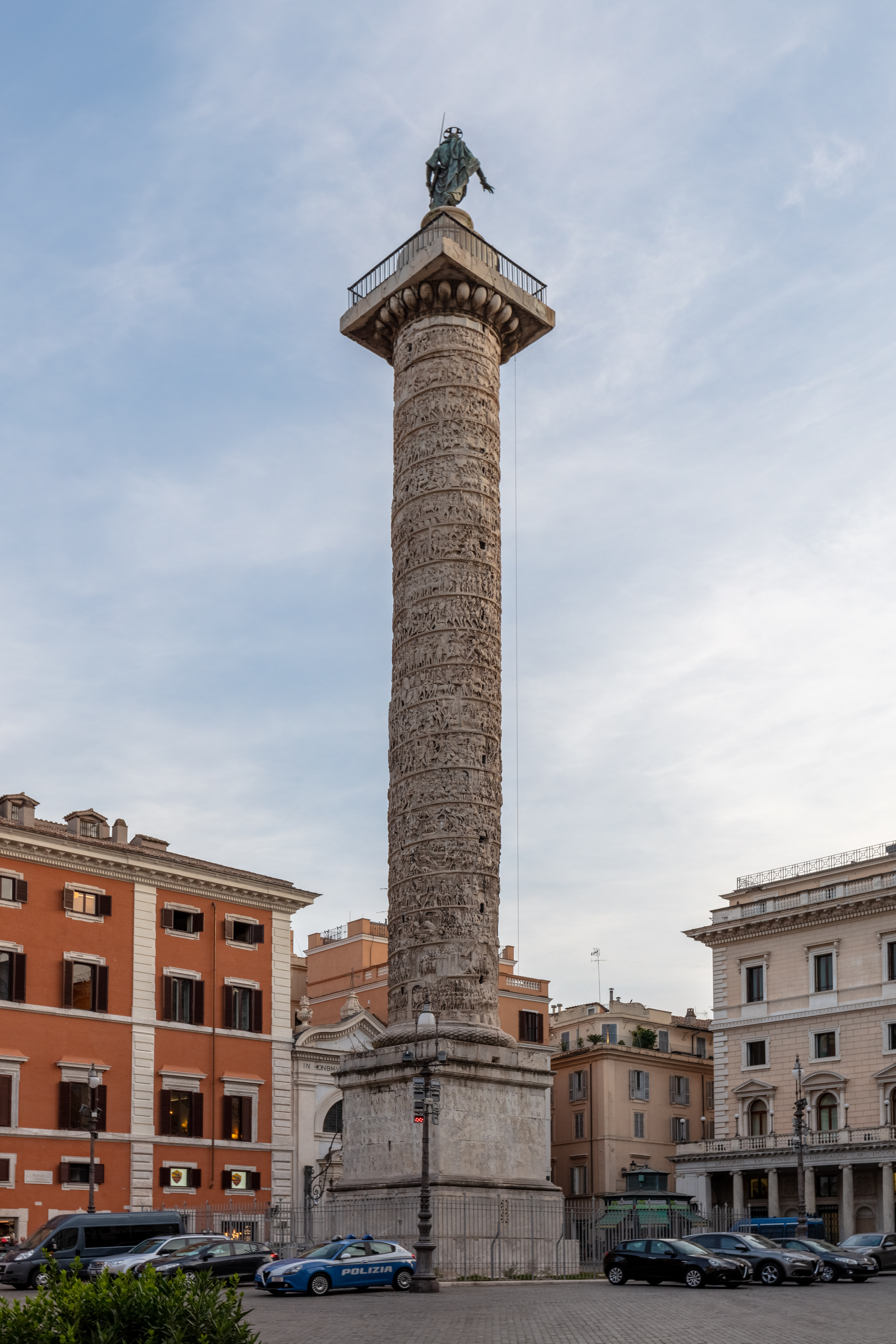
La columna de Marco Aurelio en la Piazza Colonna.

La columna de Marco Aurelio es un monumento de Roma, construida entre 176 y 192 para celebrar —puede que después de su muerte— las victorias del emperador romano Marco Aurelio (161-180) contra los germanos y los sármatas estacionados en el norte del curso medio del Danubio, durante las guerras marcomanas.
La realización de esta increíble construcción no era otro que se recordaran las gestas de este emperador contra las tribus bárbaras del norte. En uno de los puntos clave de su reinado, diversas tribus del norte no paraban de asaltar las provincias romanas, saqueando y destruyendo todo a su paso. En ese momento se preguntaban el por qué de este repentino comportamiento de las tribus, siendo la principal prioridad, sofocar las revueltas de estos pueblos. Aunque Marco Aurelio era más conocido por su pasión y estudio de la filosofía, decidió dirigir personalmente sus legiones en combate, durante el último tramo de su vida.
Tras su muerte, su hijo Cómodo fue coronado como nuevo emperador, y dio punto final a estas guerras, aunque le dio todo el mérito de la victoria del Imperio a su difunto padre. Para conmemorar esta gran hazaña, Cómodo decide realizar una gran columna en honor a su padre, que relate estas hazañas. En un principio es bastante complicado saber con exactitud la finalización de semajante obra, pero una inscripción detalla la fecha en la que se terminó, en el 192. En un principio esta columna iba a ser parte de un gran complejo, compuesto de esta columna y un templo dedicado al gran Marco Aurelio, según diferentes teorías. Pero a día de hoy los únicos vestigios que se han conservado hasta nuestros días es la columna, por lo que la comprobación de la teoría de un gran complejo en honor al emperador, difícilmente va a poder comprobarse.
 " La columna de Marco Aurelio es una clara imitación de la Trajana. Está compuesta por 28 tambores de mármol, con una altura de 30 metros y un diámetro de 3.7 metros. De estilo dórico, en el interior de la columna se encuentra una escalera de 203 peldaños que permite llegar a la cima. Localizada donde originariamente se encontraba la Piazza Colonna, justo enfrente del Palazzo Chigi. El relieve que cubre en espiral ascendente la columna muestra diferentes escenas de la guerra que el emperador Marco Aurelio mantuvo contra los Germanos y Sármatas. iniciándose con el paso del limes en el Danubio mediante un puente de barcas. La narración en imágenes continúa hasta un punto central en que una Victoria alada marca una nueva campaña en dicha guerra. La comparación estilística entre los relieves de esta columna y la Trajana, a la que toma por modelo, muestra una nueva sensibilidad, caracterizada por una menor densidad de figuras, más destacadas del fondo, lo que supone una mejor visibilidad, una mayor simplificación y esquematización de éstas, así como una tendencia expresionista y dramática, jugando con volúmenes y sombras al trabajarse las formas con más profundidad. La presencia del emperador se enfatiza mediante su retrato frontal en lugar de la perspectiva de  perfil que caracteriza la Columna Trajana. El tono melancólico que domina el conjunto casa perfectamente con los pensamientos o meditaciones de Marco Aurelio, una obra escrita en griego en la que el emperador reflexiona sobre la vida, aconseja y adoctrina en una perspectiva existencial marcada por cierto pesimismo trágico y resignado".
La columna no es tal cual la que se construyó en época del imperio, por orden del Papa Sixto V en 1589 fue mandada a restaurar. Dicha restauración constaba de la reparación y eliminación de las inscripciones dañadas o muy erosionadas. Se redujo un poco la altura de la base para que la estructura lograra una mayor estabilidad así como la adición de una inscripción. Esta tenía un error, pues ponía que la columna se había realizado para conmemorar a otro emperador romano, Antonio Pío y no a Marco Aurelio. En esa época la estatua de Marco Aurelio no se encontraba en lo alto de la columna, sino que muchos años atrás desapareció, por lo que el Papa decidió colocar en lo alto una estatua de bronce de San Pablo.